# Peerder Sportvrienden
Koninklijke Peerder Sportvrienden, kortweg Peer SV, is een Belgische voetbalclub uit Peer. De club is aangesloten bij de KBVB met stamnummer 3888 en heeft geel-rood als kleuren. De club speelt haar thuiswedstrijden in het Sportcentrum de Deuster in de Deusterstraat te Peer. De club speelt al heel zijn bestaan in de provinciale reeksen. In totaal telt de club zo'n 200 leden.
Tot en met 2008 telde de club ook een, op provinciaal vlak, succesvol vrouwenelftal.

## Geschiedenis
Al sinds het begin van de 20ste eeuw werd er in Peer gevoetbald. Tot het uitbreken van de Eerste Wereldoorlog in 1914 speelde er een ploeg in witte shirts met een schuine geel-rode streep, zwarte broek en sokken. Men speelde in wat later "de Bokt" werd genoemd, aan de noordkant van Peer centrum.
In 1938 werd door kapelaan Schaeken De Stormvogels opgericht. Deze katholieke club, die leden bevatte van de jeugdbewegingen Kajotters en het Patronaat, speelde haar thuiswedstrijden ter hoogte van de Burkel. De clubkleuren waren paars-wit. Pas in 1942 sloot men aan bij de KBVB, waar men stamnummer 3705 toegekend kreeg.
In 1941, was op een bus van koolputters beslist om ook een voetbalclub op te richtten, Peer VV. Op 11 november 1941 sloot deze club aan bij de KBVB, onder het stamnummer 3339. Peerder Voetvalvrienden speelde in blauw-gele tenues. Hun thuiswedstrijden werden afgewerkt ter hoogte van de Baan naar Bree.
De Stormvogels en Peer VV speelde welgeteld twee officiële derby's tegen elkaar. Na dat ene seizoen dat men beide in Derde Gewestelijke had gespeeld, werd beslist om tot een fusie over te gaan. Op 20 augustus 1943 werd de fusie officieel en ontstond Peerder Sportvrienden. De club kreeg stamnummer 3888.
De eerste jaren speelde de club zonder veel ambitie op het laagste niveau: Eerste Provinciale van 1942 tot 1944, Tweede Provinciale in het seizoen 1945/46 en in Derde Provinciale tot 1949, waar de eerste kampioenstitel behaald werd. Vanaf 1950 tot 1969 werd er opnieuw in Derde Provinciale gevoetbald. Na de tweede kampioenstitel in 1969, speelde men tot 1975 in Tweede Provinciale. Daar werd men kampioen en promoveerde de ploeg naar Eerste Provinciale waar men tot 1980 bleef. De hoogst behaalde positie ooit was in het seizoen 1978/79, toen men een gedeelde eerste plaats in Eerste Provinciale haalde. Sporting Alken had echter meer winstmatchen, en mocht promoveren naar de nationale Vierde Klasse; enkel de eerste van de reeks promoveerde in die tijd. Het daaropvolgende seizoen, waarin men voor de eerste keer in de clubgeschiedenis in de Beker van België aantrad, en meteen in de eerste ronde werd uitgeschakeld, eindigde de club laatste in haar reeks en zakte men terug naar Tweede Provinciale, waar men de volgende drie seizoenen aantrad.
De volgende tien seizoenen werd er in 3de Provinciale gespeeld. Op uitzondering van de seizoenen 1987/1988 en 1995/1996, toen werd er in tweede provinciale gespeeld. In 2000 degradeerde Peer SV voor het eerst in haar bestaan naar vierde Provinciale. Het had in dat seizoen wél een periodetitel behaald, wat recht geeft op deelname aan de nacompetitie voor promotie. Maar doordat ze ook 3de laatste eindigde in de eindstand moest het nacompetitie spelen om te degraderen, waar er dan ook verloren werd. Het daaropvolgende seizoen steeg Peer SV via de eindronde terug naar 3de Provinciale. In het seizoen 2002/2003 behaalde Peer SV haar vijfde kampioenentitel. Het versloeg na verlengingen in een testmatch KLV Kerkhoven VC met 4-3. In 2008 steeg de club, na twee jaar, opnieuw via eindronde naar derde Provinciale. Na drie seizoenen zakte men opnieuw naar vierde Provinciale. In 2016 was het eindelijk opnieuw raak en werd, naast de (Noord-Limburgse) beker en het bijbehorende ticket voor de Beker van België ook, SK Moelingen in de eindrondes voor promotie verslagen na het nemen van strafschoppen.
Ondertussen zakte K.Peer.SV opnieuw af naar vierde provinciale in het seizoen 2021-2022. In dat seizoen werden slechts tien punten gehaald. Op 26 maart 2022 werd dat seizoen de enige keer de nul gehouden door toenmalig secretaris Birger Meuwis, die als derde doelman diende te starten in zijn eerste wedstrijd ooit, doordat de twee overige doelmannen niet present waren.
In de aanloop naar het seizoen 2023-2024 werd van quasi het volledige eerste elftal afscheid genomen en maar liefst 26 nieuwe jongens aangeworven. Onder leiding van T1 Jelle Akkermans zal deze nieuwe kern in het huidige seizoen 2023-2024 strijden voor opnieuw een plek in derde provinciale.

## Erelijst

### Provinciaal
Tweede provinciale Limburg
Kampioen (1): 1975
Derde provinciale Limburg
Kampioen (3): 1949, 1969, 1994
Vierde provinciale Limburg
Kampioen (1): 2003
- Promotie via Play-offs: 1987 (naar 2de), 2001 (naar 3de), 2008 (naar 3de), 2016 (naar 3de)
- Deelnames aan de Beker van België: 1979-80 (eerste ronde), 2016-17 (eerste ronde)
- Beker van Limburg (Dames): 2008

## Voorzitters
- Emiel Wels (1943-1964)
- Emiel Baeten (1964-1979)
- Louis Peeters (1979-1980)
- Paul Baeten (1980-1983)
- Jean Bollen (1983-1987)
- Jos Matheï (1987-1990)
- Marcel Van Rintel (1990-2000)
- Jef Hendrix (2000-2005)
- Rudi Vanhees (2005-2018)
- Albert Wienen (2018-heden)

## Ex-spelers
- Gustin Wels. Hij was de zoon van voorzitter Emiel Wels, die via Waterschei SV THOR in 1963 naar Bocholter VV trok.
- Michel Eyckens. Hij werd in 1965 getransfereerd naar eersteklasser RSC Anderlecht, maar keerde twee jaar later terug om het in 1968 opnieuw te proberen bij Thor Waterschei. Later kwam hij opnieuw naar Peer SV en trok vervolgens nog naar De Kabouters Opglabbeek, Apollo Gellik, AA Rekem en As VV.
- Guido Davids. Hij werd als 14-jarige weggeplukt door eersteklasser Standard Luik. Toen hij naar de universiteit ging te Leuven, verkaste hij naar Stade Leuven dat dat jaar terug naar Derde Klasse steeg. In 1977 ging Davids naar derdeklasser KSK Bree om na één jaar voetballen de overstap al te maken naar Eerste Klasse door bij KFC Winterslag te tekenen. Hij speelde later nog een jaartje bij STVV alvorens terug te keren naar KFC Winterslag en daar zeer onverwachts te stoppen met voetballen.
- Jaak Bollen. Hij was doelman en transfereerde in 1979 naar Beringen FC in Eerste Klasse, daarna naar Eendracht Gerhees Oostham in Derde Klasse. Hij stopte daar ook met voetballen in 1990. Hij is ook nog verschillende seizoenen keepertrainer geweest bij Peer SV.
- Alfons Peeters sloot zijn rijk gevulde voetbalcarrière af bij Peer SV in 1980, na 8 seizoenen eerste klasse voetbal en passages bij onder meer Beringen FC, RSC Anderlecht en AA Gent. Ook speelde hij in die periode 4 maal bij de Rode Duivels, waaronder het WK 1970 in Mexico.
- Sylke Calleeuw doorliep de jeugdreeksen van Peer SV en speelde ook een seizoen in het 1ste dameselftal, waar meteen de Beker van Limburg gewonnen werd. Na passages bij VVDG Lommel en DVC Eva's Tienen kwam ze in 2012 bij PSV/FC Eindhoven in de Women's BeNe League terecht.
- Wolke Janssens speelde als jeugdspeler tussen 2001 en 2005 bij de Peerder Sportvrienden. Hij doorliep ook nog de jeugdopleidingen van K.Bocholt VV én KRC Genk om via Sporting Dessel en een uitleenbeurt aan Lierse SK, te belanden in het eerste elftal van Sint-Truiden.

## Stadion

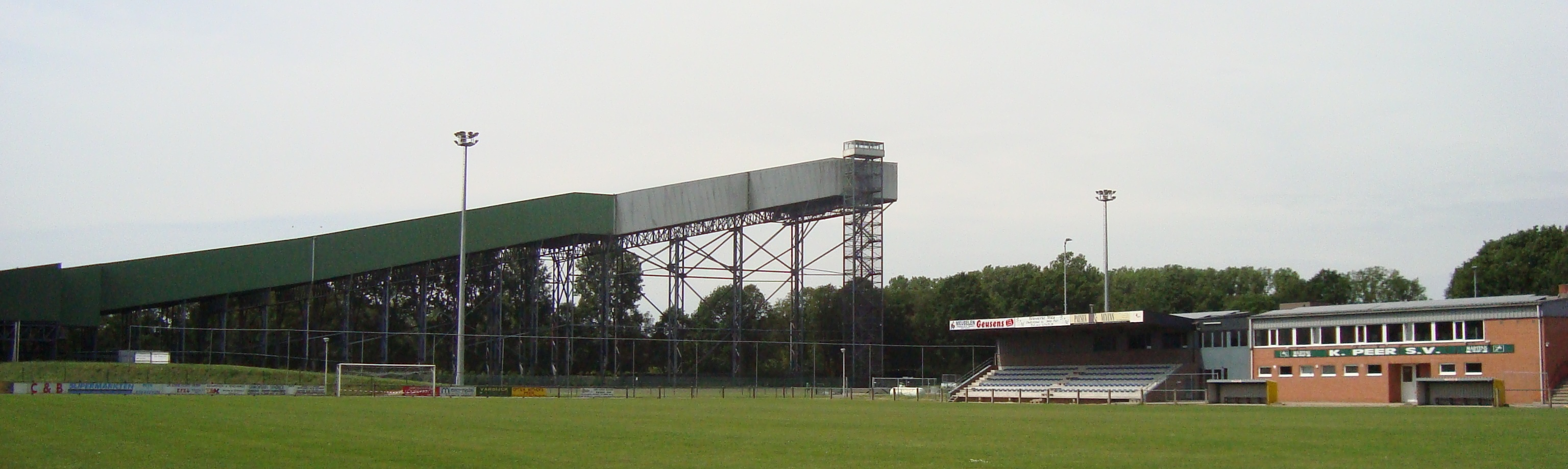

Peer SV speelt sinds 1990 in het Sportcentrum de Deuster. Daarvoor speelde men een boogscheut verderop in wat nu een hondenschool is. Het sportcentrum werd ingehuldigd op 1 mei 1990 door burgemeester en toenmalig Vlaams minister van Leefmilieu Theo Kelchtermans.
De accommodatie omvat twee officiële wedstrijdterreinen, een oefenveld en drie speciale voetbalterreinen voor 5- tot en met 9-jarigen. Het oefenterrein is net als het B-terrein en de jeugdvelden volledig verlicht. Verder zijn er nog een kantine waar plaats is voor zo'n 170 personen, één zittribune en één staantribune aan het hoofdterrein en een zit/staantribune aan het B-terrein.